# Pallacanestro Olimpia Milano 1998-1999
Questa voce raccoglie le informazioni riguardanti la Pallacanestro Olimpia Milano nelle competizioni ufficiali della stagione 1998-1999.

## Stagione
L'estate 1998 vede un parziale disimpegno da parte della proprietà Stefanel, che toglie la sponsorizzazione e riduce il budget per la società cestistica milanese.
Affidata la squadra al tecnico Marco Crespi e trovato la sponsorizzazione della Sony, la società procede con un corposo rinnovamento e ringiovanimento del roster, comprensivo del taglio dei due statunitensi Thurl e Warren oltreché dell'addio a Cantarello e soprattutto al capitano Ferdinando Gentile; tra i nuovi arrivi ci sono Booker Melvin da Pesaro e Denis Wuecherer dalla Germania, mentre per gli italiani, oltre al ritorno di Marco Baldi, vengono messi sotto contratto Silvio Gigena dalla Virtus Bologna, Roberto Cazzaniga da Varese e Massimiliano Monti da Rimini.
In settembre si giocano i primi turni di Coppa Italia. Dopo aver eliminato l'Aurora Jesi, l'Olimpia incontra negli ottavi la Virtus Roma, vincendo la prima partita in casa, ma nel ritorno nella capitale viene rimontata e, nei tempi supplementari, battuta ed eliminata.
Il prosieguo della stagione vede la Sony disputare la stagione regolare del campionato di Serie A1 e la Coppa Saporta.
Nella competizione europea i milanesi superano al primo posto il girone della prima fase: nei sedicesimi sono opposti agli slovacchi del Pezinok, da cui vengono sconfitti nell'andata in trasferta e che non riescono a rimontare nel ritorno del 19 gennaio 1999, venendo così eliminati.
Al termine della regular season del campionato l'Olimpia si classifica al 5º posto, con 13 partite vinte su 26, accedendo ai play-off: negli ottavi affronta la Scaligera Verona, eliminandola per due partite a una, mentre nei quarti si trova ad affrontare la Pall. Treviso che vince tre partite consecutive eliminando la squadra lombarda.
Al termine della stagione la proprietà Stefanel decide di non continuare nell'esperienza e inizia delle trattative per la vendita della società.

## Maglie
Il fornitore ufficiale del materiale tecnico per la stagione 1998-1999 è stata Adidas.

## Roster
| Sony Milano 1998-99 | Sony Milano 1998-99 |
| Giocatori           | Staff tecnico       |
| ------------------- | ------------------- |

| N. | Naz.                                                | Ruolo | Nome                  | Anno | Alt.   | Peso   |  |
| -- | --------------------------------------------------- | ----- | --------------------- | ---- | ------ | ------ |  |
| 5  | Italia (bandiera)                                   | G     | Marco Mordente        | 1979 | 190 cm | 88 kg  |  |
| 6  | Italia (bandiera)                                   | G     | Flavio Portaluppi (C) | 1971 | 188 cm | 88 kg  |  |
| 9  | Italia (bandiera)                                   | C     | Andrea Michelori      | 1978 | 202 cm | 112 kg |  |
| 10 | Serbia e Montenegro (bandiera) · Grecia (bandiera)  | PG    | Srđan Jovanović       | 1976 | 195 cm | 88 kg  |  |
| 11 | Stati Uniti (bandiera)                              | P     | Melvin Booker         | 1972 | 185 cm | 87 kg  |  |
| 12 | Italia (bandiera)                                   | C     | Marco Baldi           | 1966 | 208 cm | 110 kg |  |
| 13 | Italia (bandiera)                                   | C     | Roberto Cazzaniga     | 1978 | 207 cm | 98 kg  |  |
| 14 | Stati Uniti (bandiera)                              | AG    | DeMarco Johnson       | 1975 | 206 cm | 111 kg |  |
| 15 | Italia (bandiera)                                   | C     | Massimiliano Monti    | 1975 | 206 cm | 115 kg |  |
| 16 | Italia (bandiera)                                   | AG    | Andrea Pilotti        | 1980 | 198 cm | 97 kg  |  |
| -  | Germania (bandiera)                                 | GA    | Denis Wucherer        | 1973 | 195 cm | 88 kg  |  |
| -  | Argentina (bandiera) · Italia (bandiera)            | A     | Silvio Gigena         | 1975 | 200 cm | 98 kg  |  |
| -  | Serbia e Montenegro (bandiera) · Francia (bandiera) | GA    | Predrag Materić       | 1977 | 197 cm | 96 kg  |  |
| -  | Irlanda (bandiera) · Jugoslavia (bandiera)          | AC    | Mihajlo Pešić         | 1981 | 202 cm | 96 kg  |  |
| -  | Italia (bandiera)                                   | A     | Davide Montanaro      | 1979 | 203 cm | 90 kg  |  |
| -  | Italia (bandiera)                                   | G     | Luca Furlanetto       | 1981 | 195 cm | 78 kg  |  |

| Allenatore                                                                                      |
| - Marco Crespi                                                                                  |
| Assistente/i                                                                                    |
| - Fabio Corbani - Andrea Trinchieri Legenda - (C) Capitano - (IN) Inattivo - Infortunato Roster |

## Mercato

### Sessione estiva
| Acquisti | Acquisti           | Acquisti         | Acquisti   | Acquisti |
| R.       | Nome               | da               | Modalità   |          |
| -------- | ------------------ | ---------------- | ---------- | -------- |
| P        | Melvin Booker      | V.L. Pesaro      | svincolato |          |
| C        | Roberto Cazzaniga  | Pall. Varese     | svincolato |          |
| AG       | DeMarco Johnson    | N.Y. Knicks      | svincolato |          |
| GA       | Predrag Materić    | UAB Blazers      | svincolato |          |
| C        | Massimiliano Monti | Basket Rimini    | svincolato |          |
| C        | Marco Baldi        | London Towers    | svincolato |          |
| GA       | Denis Wucherer     | Bayer Leverkusen | svincolato |          |

| Cessioni | Cessioni           | Cessioni         | Cessioni       | Cessioni |
| R.       | Nome               | a                | Modalità       |          |
| -------- | ------------------ | ---------------- | -------------- | -------- |
| AC       | Thurl Bailey       | Free agent       | fine contratto |          |
| C        | Davide Cantarello  | Pall. Cantù      | fine contratto |          |
| C        | Warren Kidd        | Virtus Roma      | fine contratto |          |
| P        | Ferdinando Gentile | Panathīnaïkos    | fine contratto |          |
| A        | Massimo Ruggeri    | Basket Rimini    | fine contratto |          |
| G        | Marco Sambugaro    | S.C. Montecatini | fine contratto |          |
| A        | Giōrgos Sigalas    | Aris Salonicco   | fine contratto |          |
| AC       | Mathias Sahlstrom  | Free agent       | fine contratto |          |

### Dopo l'inizio della stagione
| Acquisti | Acquisti      | Acquisti       | Acquisti        | Acquisti   |
| R.       | Nome          | da             | Data            | Modalità   |
| -------- | ------------- | -------------- | --------------- | ---------- |
| AP       | Silvio Gigena | Virtus Bologna | 4 febbraio 1999 | svincolato |

| Cessioni | Cessioni        | Cessioni       | Cessioni        | Cessioni    |
| R.       | Nome            | a              | Data            | Modalità    |
| -------- | --------------- | -------------- | --------------- | ----------- |
| GA       | Predrag Materić | Dinamo Sassari | 4 gennaio 1999  | rescissione |
| PG       | Srđan Jovanović | Pall. Trieste  | 26 gennaio 1999 | rescissione |

## Risultati

### Serie A

#### Stagione regolare

##### Girone d'andata
| Bologna 27 settembre 1998 1ª giornata | Fortitudo Bologna | 79 – 76 referto | Olimpia Milano | Paladozza |
| Petar Skansi Allenatori Marco Crespi  |                   |                 |                |           |
|                                       |                   |                 |                |           |
| Petar Skansi                          | Allenatori        | Marco Crespi    |                |           |

| Milano 4 ottobre 1998 2ª giornata           | Olimpia Milano | 67 – 68 referto     | Pall. Reggiana | PalaVobis |
| Marco Crespi Allenatori Gianfranco Lombardi |                |                     |                |           |
|                                             |                |                     |                |           |
| Marco Crespi                                | Allenatori     | Gianfranco Lombardi |                |           |

| Milano 11 ottobre 1998 3ª giornata   | Olimpia Milano | 60 – 54 referto | Basket Rimini | PalaVobis |
| Marco Crespi Allenatori Piero Bucchi |                |                 |               |           |
|                                      |                |                 |               |           |
| Marco Crespi                         | Allenatori     | Piero Bucchi    |               |           |

| Casalecchio di Reno 18 ottobre 1998 4ª giornata | Virtus Bologna | 74 – 51 referto | Olimpia Milano | Unipol Arena |
| Ettore Messina Allenatori Marco Crespi          |                |                 |                |              |
|                                                 |                |                 |                |              |
| Ettore Messina                                  | Allenatori     | Marco Crespi    |                |              |

| Roma 25 ottobre 1998 5ª giornata     | Virtus Roma | 81 – 85 referto | Olimpia Milano | Palazzetto dello Sport |
| Attilio Caja Allenatori Marco Crespi |             |                 |                |                        |
|                                      |             |                 |                |                        |
| Attilio Caja                         | Allenatori  | Marco Crespi    |                |                        |

| Milano 29 ottobre 1998 6ª giornata     | Olimpia Milano | 87 – 73 referto | UG Goriziana | PalaVobis |
| Marco Crespi Allenatori Antonino Zorzi |                |                 |              |           |
|                                        |                |                 |              |           |
| Marco Crespi                           | Allenatori     | Antonino Zorzi  |              |           |

| Cucciago 1 novembre 1998 7ª giornata    | Pall. Cantù | 59 – 47 referto | Olimpia Milano | Mapooro Arena |
| Fabrizio Frates Allenatori Marco Crespi |             |                 |                |               |
|                                         |             |                 |                |               |
| Fabrizio Frates                         | Allenatori  | Marco Crespi    |                |               |

| Milano 8 novembre 1998 8ª giornata      | Olimpia Milano | 74 – 80 referto | Pall. Varese | PalaVobis |
| Marco Crespi Allenatori Carlo Recalcati |                |                 |              |           |
|                                         |                |                 |              |           |
| Marco Crespi                            | Allenatori     | Carlo Recalcati |              |           |

| Villorba 15 novembre 1998 9ª giornata     | Pall. Treviso | 74 – 48 referto | Olimpia Milano | PalaVerde |
| Zelimir Obradovic Allenatori Marco Crespi |               |                 |                |           |
|                                           |               |                 |                |           |
| Zelimir Obradovic                         | Allenatori    | Marco Crespi    |                |           |

| Milano 22 novembre 1998 10ª giornata  | Olimpia Milano | 64 – 56 referto | Mens Sana Siena | PalaVobis |
| Marco Crespi Allenatori Luca Dalmonte |                |                 |                 |           |
|                                       |                |                 |                 |           |
| Marco Crespi                          | Allenatori     | Luca Dalmonte   |                 |           |

| Verona 6 dicembre 1998 11ª giornata  | Scaligera  | 87 – 77 referto | Olimpia Milano | PalaOlimpia |
| Rudy D'Amico Allenatori Marco Crespi |            |                 |                |             |
|                                      |            |                 |                |             |
| Rudy D'Amico                         | Allenatori | Marco Crespi    |                |             |

| Milano 13 dicembre 1998 12ª giornata      | Olimpia Milano | 95 – 87 referto   | A. Costa Imola | PalaVobis |
| Marco Crespi Allenatori Francesco Vitucci |                |                   |                |           |
|                                           |                |                   |                |           |
| Marco Crespi                              | Allenatori     | Francesco Vitucci |                |           |

| Pistoia 20 dicembre 1998 13ª giornata | Olimpia Pistoia | 63 – 87 referto | Olimpia Milano | PalaCarrara |
| Massimo Friso Allenatori Marco Crespi |                 |                 |                |             |
|                                       |                 |                 |                |             |
| Massimo Friso                         | Allenatori      | Marco Crespi    |                |             |

##### Girone di ritorno
| Milano 27 dicembre 1998 14ª giornata | Olimpia Milano | 70 – 77 referto | Fortitudo Bologna | PalaVobis |
| Marco Crespi Allenatori Petar Skansi |                |                 |                   |           |
|                                      |                |                 |                   |           |
| Marco Crespi                         | Allenatori     | Petar Skansi    |                   |           |

| Reggio Emilia 3 gennaio 1999 15ª giornata   | Pall. Reggiana | 69 – 93 referto | Olimpia Milano | PalaBigi |
| Gianfranco Lombardi Allenatori Marco Crespi |                |                 |                |          |
|                                             |                |                 |                |          |
| Gianfranco Lombardi                         | Allenatori     | Marco Crespi    |                |          |

| Rimini 10 gennaio 1999 16ª giornata  | Basket Rimini | 55 – 84 referto | Olimpia Milano | PalaFlaminio |
| Piero Bucchi Allenatori Marco Crespi |               |                 |                |              |
|                                      |               |                 |                |              |
| Piero Bucchi                         | Allenatori    | Marco Crespi    |                |              |

| Milano 17 gennaio 1999 17ª giornata    | Olimpia Milano | 66 – 68 referto | Virtus Bologna | PalaVobis |
| Marco Crespi Allenatori Ettore Messina |                |                 |                |           |
|                                        |                |                 |                |           |
| Marco Crespi                           | Allenatori     | Ettore Messina  |                |           |

| Milano 24 gennaio 1999 18ª giornata   | Olimpia Milano | 80 – 83 referto | Virtus Roma | PalaVobis |
| Marco Crespi Allenatori Marco Calvani |                |                 |             |           |
|                                       |                |                 |             |           |
| Marco Crespi                          | Allenatori     | Marco Calvani   |             |           |

| Gorizia 28 gennaio 1999 19ª giornata  | Gorizia    | 55 – 80 referto | Olimpia Milano | PalaBigot |
| Antonio Zorzi Allenatori Marco Crespi |            |                 |                |           |
|                                       |            |                 |                |           |
| Antonio Zorzi                         | Allenatori | Marco Crespi    |                |           |

| Milano 7 febbraio 1999 20ª giornata     | Olimpia Milano | 73 – 63 referto | Pall. Cantù | PalaVobis |
| Marco Crespi Allenatori Fabrizio Frates |                |                 |             |           |
|                                         |                |                 |             |           |
| Marco Crespi                            | Allenatori     | Fabrizio Frates |             |           |

| Varese 14 febbraio 1999 21ª giornata    | Pall. Varese | 98 – 91 referto | Olimpia Milano | Palasport Lino Oldrini |
| Carlo Recalcati Allenatori Marco Crespi |              |                 |                |                        |
|                                         |              |                 |                |                        |
| Carlo Recalcati                         | Allenatori   | Marco Crespi    |                |                        |

| Milano 20 febbraio 1999 22ª giornata      | Olimpia Milano | 79 – 77 referto   | Pall. Treviso | PalaVobis |
| Marco Crespi Allenatori Zelimir Obradovic |                |                   |               |           |
|                                           |                |                   |               |           |
| Marco Crespi                              | Allenatori     | Zelimir Obradovic |               |           |

| Siena 7 marzo 1999 23ª giornata         | Mens Sana Siena | 85 – 88 referto | Olimpia Milano | PalaEstra |
| Edoardo Rusconi Allenatori Marco Crespi |                 |                 |                |           |
|                                         |                 |                 |                |           |
| Edoardo Rusconi                         | Allenatori      | Marco Crespi    |                |           |

| Milano 14 marzo 1999 24ª giornata          | Olimpia Milano | 80 – 85 referto    | Scaligera | PalaVobis |
| Marco Crespi Allenatori Franco Marcelletti |                |                    |           |           |
|                                            |                |                    |           |           |
| Marco Crespi                               | Allenatori     | Franco Marcelletti |           |           |

| Imola 18 marzo 1999 25ª giornata          | A. Costa Imola | 87 – 75 referto | Olimpia Milano | PalaCattani |
| Francesco Vitucci Allenatori Marco Crespi |                |                 |                |             |
|                                           |                |                 |                |             |
| Francesco Vitucci                         | Allenatori     | Marco Crespi    |                |             |

| Milano 21 marzo 1999 26ª giornata      | Olimpia Milano | 75 – 44 referto | Olimpia Pistoia | PalaVobis |
| Marco Crespi Allenatori Mario De Sisti |                |                 |                 |           |
|                                        |                |                 |                 |           |
| Marco Crespi                           | Allenatori     | Mario De Sisti  |                 |           |

#### Play-off

##### Ottavi di finale
| Milano 23 marzo 1999 Gara 1                | Olimpia Milano | 80 – 74 referto    | Scaligera | PalaVobis |
| Marco Crespi Allenatori Franco Marcelletti |                |                    |           |           |
|                                            |                |                    |           |           |
| Marco Crespi                               | Allenatori     | Franco Marcelletti |           |           |

| Verona 25 marzo 1999 Gara 2                | Scaligera  | 75 – 61 referto | Olimpia Milano | PalaOlimpia |
| Franco Marcelletti Allenatori Marco Crespi |            |                 |                |             |
|                                            |            |                 |                |             |
| Franco Marcelletti                         | Allenatori | Marco Crespi    |                |             |

| Milano 28 marzo 1999 Gara 3                | Olimpia Milano | 72 – 69 referto    | Scaligera | PalaVobis |
| Marco Crespi Allenatori Franco Marcelletti |                |                    |           |           |
|                                            |                |                    |           |           |
| Marco Crespi                               | Allenatori     | Franco Marcelletti |           |           |

##### Quarti di finale
| Villorba 4 aprile 1999 Gara 1             | Pall. Treviso | 90 – 64 referto | Olimpia Milano | PalaVerde |
| Zelimir Obradovic Allenatori Marco Crespi |               |                 |                |           |
|                                           |               |                 |                |           |
| Zelimir Obradovic                         | Allenatori    | Marco Crespi    |                |           |

| Milano 6 aprile 1999 Gara 2               | Olimpia Milano | 48 – 61 referto   | Pall. Treviso | PalaVobis |
| Marco Crespi Allenatori Zelimir Obradovic |                |                   |               |           |
|                                           |                |                   |               |           |
| Marco Crespi                              | Allenatori     | Zelimir Obradovic |               |           |

| Villorba 8 aprile 1999 Gara 3             | Pall. Treviso | 88 – 65 referto | Olimpia Milano | PalaVerde |
| Zelimir Obradovic Allenatori Marco Crespi |               |                 |                |           |
|                                           |               |                 |                |           |
| Zelimir Obradovic                         | Allenatori    | Marco Crespi    |                |           |

### Coppa Saporta
| Arbitri: | Miguel Betancor Reuven Virovnik |

|              |            |               |
| Marco Crespi | Allenatori | Boris Zrinski |

| Arbitri: | Juan Mitjana Andreas Roth |

|              |            |               |
| Marco Crespi | Allenatori | Simeon Varčev |

| Arbitri: | Kurt Gjettermann Vladimir Okhrimenko |

|                 |            |              |
| Rimantas Grigas | Allenatori | Marco Crespi |

| Arbitri: | Goran Radonjic Armand De Keyser |

|  |            |              |
|  | Allenatori | Marco Crespi |

| Arbitri: | Leszek Rakoczy Mika Moberg |

|             |            |              |
| Riho Soonik | Allenatori | Marco Crespi |

| Arbitri: | Romualdas Brazauskas Bruno Gasperin |

|               |            |              |
| Boris Zrinski | Allenatori | Marco Crespi |

| Arbitri: | Miodrag Licina Andrei Bostan |

|               |            |              |
| Simeon Varčev | Allenatori | Marco Crespi |

| Arbitri: | Nikolaos Papadimitriou Eric Bertrand |

|              |            |                 |
| Marco Crespi | Allenatori | Rimantas Grigas |

| Milano 8 dicembre 1998, ore 20:30 9ª giornata | Olimpia Milano | 73 – 61 referto | Estrelas | PalaVobis |
| Marco Crespi Allenatori                       |                |                 |          |           |
|                                               |                |                 |          |           |
| Marco Crespi                                  | Allenatori     |                 |          |           |

| Arbitri: | Mateo Ramos Memduh Oget |

|              |            |             |
| Marco Crespi | Allenatori | Riho Soonik |

#### Fase a eliminazione diretta
| Arbitri: | Jozsef Harsanyi Stelian Banica |

|              |            |              |
| Martin Glvac | Allenatori | Marco Crespi |

| Arbitri: | Romualdas Brazauskas Efim Resser |

|              |            |              |
| Marco Crespi | Allenatori | Martin Glvac |

### Coppa Italia
| Jesi 1 settembre 1998 Sedicesimi di finale - Andata | Aurora Jesi | 77 – 83 referto | Olimpia Milano | PalaTriccoli |
| Massimo Mangano Allenatori Marco Crespi             |             |                 |                |              |
|                                                     |             |                 |                |              |
| Massimo Mangano                                     | Allenatori  | Marco Crespi    |                |              |

| Milano 3 settembre 1998 Sedicesimi di finale - Ritorno | Olimpia Milano | 90 – 66 referto | Aurora Jesi | PalaVobis |
| Marco Crespi Allenatori Massimo Mangano                |                |                 |             |           |
|                                                        |                |                 |             |           |
| Marco Crespi                                           | Allenatori     | Massimo Mangano |             |           |

| Milano 6 settembre 1998 Ottavi di finale - Andata | Olimpia Milano | 69 – 56 referto | Virtus Roma | PalaVobis |
| Marco Crespi Allenatori Attilio Caja              |                |                 |             |           |
|                                                   |                |                 |             |           |
| Marco Crespi                                      | Allenatori     | Attilio Caja    |             |           |

| Roma 10 settembre 1998 Ottavi di finale - Ritorno | Virtus Roma | 86 – 72 (d.t.s.) referto | Olimpia Milano | Palazzetto dello Sport |
| Attilio Caja Allenatori Marco Crespi              |             |                          |                |                        |
|                                                   |             |                          |                |                        |
| Attilio Caja                                      | Allenatori  | Marco Crespi             |                |                        |

## Statistiche

### Statistiche giocatori
Fonte: Campionato, Coppa Italia

Fonte Coppa Saporta
| Giocatore     | Serie A | Serie A | Serie A | Serie A | Serie A Playoff | Serie A Playoff | Serie A Playoff | Serie A Playoff | Coppa Italia | Coppa Italia | Coppa Italia | Coppa Italia | Coppa Saporta | Coppa Saporta | Coppa Saporta | Coppa Saporta | Totale | Totale | Totale | Totale |
| Giocatore     | PG      | PTI     | AST     | RIM     | PG              | PTI             | AST             | RIM             | PG           | PTI          | AST          | RIM          | PG            | PTI           | AST           | RIM           | PG     | PTI    | AST    | RIM    |
| ------------- | ------- | ------- | ------- | ------- | --------------- | --------------- | --------------- | --------------- | ------------ | ------------ | ------------ | ------------ | ------------- | ------------- | ------------- | ------------- | ------ | ------ | ------ | ------ |
| M. Mordente   | 15      | 13      | 0       | 5       | 3               | 0               | 3               | 1               | -            | -            | -            | -            | 5             | 7             | 3             | 3             | 23     | 20     | 6      | 9      |
| F. Portaluppi | 26      | 285     | 6       | 48      | 6               | 51              | 5               | 18              | -            | -            | -            | -            | 12            | 126           | 6             | 22            | 44     | 462    | 17     | 88     |
| A. Michelori  | 24      | 73      | 5       | 54      | 5               | 27              | 2               | 16              | -            | -            | -            | -            | 12            | 68            | 2             | 47            | 41     | 168    | 9      | 117    |
| S. Jovanović  | 13      | 26      | 5       | 17      | -               | -               | -               | -               | -            | -            | -            | -            | 10            | 9             | 3             | 10            | 23     | 35     | 8      | 27     |
| M. Booker     | 26      | 463     | 55      | 100     | 6               | 67              | 16              | 22              | -            | -            | -            | -            | 12            | 211           | 17            | 51            | 44     | 741    | 88     | 173    |
| M. Baldi      | 26      | 91      | 3       | 75      | 6               | 25              | 1               | 11              | -            | -            | -            | -            | 12            | 30            | 4             | 19            | 44     | 146    | 8      | 105    |
| R. Cazzaniga  | 12      | 9       | 2       | 6       | 1               | 0               | 0               | 0               | -            | -            | -            | -            | 10            | 29            | 2             | 16            | 23     | 38     | 4      | 22     |
| D. Johnson    | 26      | 527     | 31      | 228     | 6               | 88              | 8               | 39              | -            | -            | -            | -            | 11            | 212           | 8             | 92            | 43     | 827    | 47     | 359    |
| M. Monti      | 24      | 117     | 2       | 83      | 6               | 39              | 2               | 22              | -            | -            | -            | -            | 7             | 41            | 0             | 31            | 37     | 197    | 4      | 136    |
| A. Pilotti    | 1       | 0       | 0       | 0       | -               | -               | -               | -               | -            | -            | -            | -            | -             | -             | -             | -             | 1      | 0      | 0      | 0      |
| D. Wucherer   | 26      | 299     | 36      | 107     | 5               | 43              | 3               | 12              | -            | -            | -            | -            | 11            | 137           | 10            | 37            | 42     | 479    | 49     | 156    |
| S. Gigena     | 7       | 41      | 1       | 19      | 6               | 50              | 1               | 33              | -            | -            | -            | -            | -             | -             | -             | -             | 13     | 91     | 2      | 52     |
| P. Materić    | 12      | 8       | 0       | 12      | -               | -               | -               | -               | -            | -            | -            | -            | 7             | 31            | 2             | 13            | 19     | 39     | 2      | 25     |
| M. Pešić      | -       | -       | -       | -       | 1               | 0               | 0               | 0               | -            | -            | -            | -            | -             | -             | -             | -             | 1      | 0      | 0      | 0      |
| D. Montanaro  | 2       | 0       | 0       | 0       | -               | -               | -               | -               | -            | -            | -            | -            | 1             | 2             | 0             | 0             | 3      | 2      | 0      | 0      |
| L. Furlanetto | -       | -       | -       | -       | -               | -               | -               | -               | -            | -            | -            | -            | -             | -             | -             | -             | -      | -      | -      | -      |